# 1895 no Brasil
Esta é uma cronologia dos fatos acontecimentos de ano 1895 no Brasil.

## Incumbentes
- Presidente do Brasil - Prudente de Morais (15 de novembro de 1894 – 15 de novembro de 1898)

## Eventos
- 16 de março: O Brasil reata as relações diplomáticas com Portugal.[1]
- 14 de abril: O primeiro jogo de futebol do Brasil ocorre na Várzea do Carmo, em São Paulo.
- 24 de junho: A revolução federalista é derrotada pelas tropas republicanas.[2]
- 23 de agosto: O tratado de paz entre os republicanos e os federalistas é assinado em Pelotas, no Rio Grande do Sul, terminando a Revolução Federalista.[3]
- 5 de novembro: Em Paris, os governos do Brasil e do Japão assinam o Tratado de Amizade, Comércio e Navegação para estabelecer as relações diplomáticas entre dois países.[4]
- 15 de novembro: A Arquidiocese de Vitória é criada na cidade de Vitória, no estado do Espírito Santo.
- 17 de novembro: Na cidade do Rio de Janeiro, nasce o Clube de Regatas do Flamengo, um dos mais populares e tradicionais times do futebol brasileiro.

## Mortes
- 29 de julho: Floriano Peixoto, 2° presidente do Brasil (n. 1839).
- 25 de dezembro: Raul Pompeia, escritor (n. 1863).